# Grêmio Barueri Futebol
Grêmio Barueri Futebol je brazilský fotbalový klub z Barueri. Klub byl založen v roce 1989 a svoje domácí utkání hraje na Arena Barueri s kapacitou 35 000 diváků.